# Красная Горка (Серёдкинская волость)
Красная Горка — деревня в Псковском районе Псковской области. Входит в состав Серёдкинской волости. 
Расположена юго-восточнее Дудинского озера, в 58 км к северу от Пскова и в 16 км к северо-востоку от села Серёдка.
Численность населения деревни по состоянию на 2000 год составляла 3 человека.

## Топографические карты
- Лист карты O-35-XVII Новоселье. Масштаб: 1 : 200 000. Издание 1980 г.